# Ifigéneia
Ifigéneia (grec: Ιφιγένεια) és una pel·lícula grega del 1977 dirigida per Michael Cacoyannis, basada en el mite grec de Ifigenia, la filla d'Agamèmnon i Clitemnestra, a qui la deessa Artemisa va ordenar que fos sacrificada. Cacoyannis va adaptar la pel·lícula, la tercera de la seva trilogia "La tragèdia grega" (després de l'estrena de Elektra el 1962 i The Trojan Women el 1971, de la seva producció escènica de l'obra d'Eurípides Ifigenia a Àulida. La pel·lícula és protagonitzada per Tatiana Papamoschou com Ifigenia, Kostas Kazakos com Agamèmnon i Irene Papas com Clitemnestra. La partitura va ser composta per Mikis Theodorakis.
Ifigenia va ser nominada a un Oscar, Millor pel·lícula en llengua estrangera. També va ser nominat a la Palma d'Or al 30è Festival Internacional de Cinema de Canes. Ifigéneia va rebre el premi Femina belga de 1978 i va rebre el premi a la millor pel·lícula al Festival de Cinema de Tessalònica de 1977, on Tatiania Papamoschou també va rebre el premi a la millor actriu protagonista pel seu paper d'Ifigenia.

## Argument
Ifigéneia relata la història d'un incident que va tenir lloc just abans de la guerra de Troia. Helena, esposa de Menelau, rei d'Esparta, s'havia fugit a Troia amb París, fill del rei Príam. El germà de Menelau, Agamèmnon, rei d'Argos, havia reunit una enorme força expedicionària grega a les costes d'Aulis que planejava conduir a Troia per tal de recuperar la dona del seu germà. La deessa Artemisa, venjant-se d'un insult que li va fer el pare d'Agamèmnon, el rei Atreu, va crear un problema meteorològic enviant tempestes, o calmes, per evitar que la flota grega navegués cap a Troia. Aquí és on comença la pel·lícula.
Els exèrcits grecs han esperat el que sembla una eternitat que els vents s'aixequin, bufin cap a l'est i portin les seves barques a Troia. Els homes estan cansats, avorrits, amb gana, amb més ganes d'anar a la batalla. En un gest de relacions públiques destinat a calmar els homes, Agamèmnon (Costa Kazakos) els ordena que vagin a ajudar-se a un ramat d'ovelles que pertanyen al temple proper dedicat a Artemisa. En el caos posterior, el cérvol sagrat d'Artemisa és assassinat accidentalment. Calcant (Dimitris Aronis), gran sacerdot del temple d'Artemisa, està indignat pel sacrilegi. Lliura un oracle a Agamèmnon, amb Menelau (Kostas Karras) i Odisseu (Christos Tsagas) també presents. L'oracle, segons Calcant que emana de la mateixa Artemisa, exigeix que Agamèmnon ofereixi un sacrifici per expiar la contaminació de la terra sagrada i la matança del cérvol sagrat. Un cop fet el sacrifici, Artemisa consentirà que els exèrcits naveguin cap a Troia permetent que els vents bufin cap a l'est. El sacrifici és ser la filla primogènita d'Agamèmnon, Ifigenia (Tatiana Papamoschou). La notícia de "l'acord" aviat s'estén per les files dels exèrcits, tot i que la naturalesa del sacrifici segueix sent temporalment desconeguda per a ells.
Després d'una considerable discussió i recriminació entre els dos germans, Agamèmnon envia un missatge a la seva dona Clitemnestra (Irene Papas), a Argos. A la seva carta, Agamèmnon demana a la seva dona que enviï la seva filla Ifigenia, a Aulis, ostensiblement per casar-se amb Aquil·les (Panos Mihalopoulos). Aquil·les, líder de l'exèrcit de Mymirdon, és membre de les forces expedicionàries d'Agamèmnon. Contra les instruccions del seu marit, Clitemnestra decideix acompanyar la seva filla a Aulis.
A partir d'aquest moment fins al clímax, el ritme i el desenvolupament de la tragèdia s'estén més. Agamèmnon té dues reflexions sobre el seu pla. Després de confessar la seva artimaña al seu vell criat (Angelos Yannoulis), Agamèmnon li envia una altra carta a Clitemnestra que revela la veritat i li diu que cancel·li el viatge d'Iphigènia. El vell és interceptat a la carretera pels homes de Menelau i retornat a Aulis. En l'enfrontament posterior, Menelau recrimina al seu germà per haver traït l'honor de Grècia en benefici personal. Agamèmnon argumenta persuasiu i convenç a Menelau que cap guerra val la vida d'un nen. Després de la seva comprensió, Agamèmnon decideix portar personalment la carta a Clitemnestra, però és massa tard. Un missatger anuncia l'arribada imminent de la festa del casament, que inclou Clitemnestra. Agamèmnon queda sorprès per l'anunci i es resigna al pitjor: "A partir d'ara mana el destí. Jo no".
Clitemnestra arriba a Aulis plena de felicitat pel futur matrimoni de la seva filla amb el famós líder de Myrmidon, Aquil·les. La primera trobada d'Ifigenia amb el seu pare é enganyada amb doble sentit, cosa que és devastadora: mentre ella parla del seu proper matrimoni, ell parla del seu proper sacrifici. Utilitzen les mateixes paraules, però els significats no podrien estar més horriblement separats. Quan Agamèmnon es troba amb Clitemnestra, encara intenta en va convèncer-la perquè torni a Argos sense presenciar el "casament". Clitemnestra i Aquil·les aviat descobreixen la veritat de l'ancià servent d'Agamèmnon. Aquil·les es veu superat per la vergonya i la ràbia quan s'assabenta de la decepció que l'ha implicat en aquesta tragèdia. Clitemnestra s'enfuria i, desesperada, s'enfronta al seu marit per darrera vegada. Agamèmnon, però, està atrapat a la seva pròpia xarxa i ara no pot retrocedir, ja que Odisseu ha amenaçat d'informar l'exèrcit de la naturalesa exacta del sacrifici si Agamèmnon no segueix la demanda de l'oracle.
Mentrestant, els preparatius per al sacrifici continuen. "No ens demorem, el vent està pujant", diu Calcant. Ulisses finalment força la situació quan diu a l'exèrcit qui ha de ser la víctima del sacrifici. Ara, no hi ha marxa enrere. Ifigenia escapa breument, però aviat és capturada pels soldats d'Odisseu. En una escena commovedora, que suggereix l'escena del cérvol sagrat que mor lentament al començament de la pel·lícula, Ifigenia és capturada estirada, jadejant i sense alè, "morint", al sòl del bosc. Els seus captors la retornen al campament per enfrontar-la als seus botxins. Ara resignada al seu destí, té una darrera i desgarradora reunió amb el seu pare, abans de pujar el turó cap al seu destí final. Mentre Agamèmnon, envoltat pel seu exèrcit animador, mira impotent els graons de sota, Ifigenia arriba al cim i és ràpidament colpejada per Calcant. En aquell mateix moment, en veure pujar el vent. Agamèmnon puja corrents les escales i quan arriba al cim del turó, el seu rostre reflecteix el que se suposa que és la visió de la morta Ifigenia. Ara bufa un fort vent. Els homes corren cap a la platja, empenyen els seus vaixells cap al mar i naveguen cap a Troia i els seus tresors promesos.

## Reparatiment
- Irene Papas com a Clitemnestra
- Tatiana Papamoschou com a Ifigenia
- Kostas Kazakos com a Agamèmnon
- Costas Carras com a Menelau
- Christos Tsagas com a Odisseu
- Panos Mihalopoulos com a Aquil·les
- Dimitri Aronis com a Calcant

## Divergències de l'obra original
Cacoyannis va fer una sèrie de canvis a Ifigenia a Âulida per adaptar-la al cinema modern, algunes d'ells divergències importants de la trama original. Cacoyannis elimina el tradicional cor grec emprat originalment per explicar escenes clau, substituint-lo en alguns casos per un cor de soldats grecs. Afegeix nous personatges que no eren presents, però que s'esmentaven, a l'obra original, Odisseu i Calchas, per aprofundir en l'argument i donar veu a certs temes.
Com en l'obra original d'Eurípides, Cacoyannis fa deliberadament ambigu el final. Tot i que el mite grec diu que Ifigenia va ser salvada miraculosament per les divinitats en el moment de la seva mort, aquest esdeveniment no es representa directament ni a l'obra ni a la pel·lícula, deixant en qüestió el veritable destí d'Ifigenia encara que l'expressió d'Agamèmnon no deixa dubtes que la seva mort, en fet, acaba de tenir lloc. A Ifigenia a Àulida d'Eurípides, el rescat d'Ifigenia és descrit de segona mà per un missatger. A la pel·lícula, no hi ha cap referència oberta a aquest esdeveniment: el públic veu núvols i boira, seguit d'un pla de l'expressió en xoc d'Agamèmnon.

## DVD
Ifigenia va ser llançada en DVD per MGM Home Entertainment el 24 de juliol de 2007, com a DVD de la Regió 1.